# Symplectoscyphus amoenus
Symplectoscyphus amoenus is een hydroïdpoliep uit de familie Sertulariidae. De poliep komt uit het geslacht Symplectoscyphus. Symplectoscyphus amoenus werd in 2003 voor het eerst wetenschappelijk beschreven door Vervoort & Watson. 